# Mistrovství světa ve veslování 1986

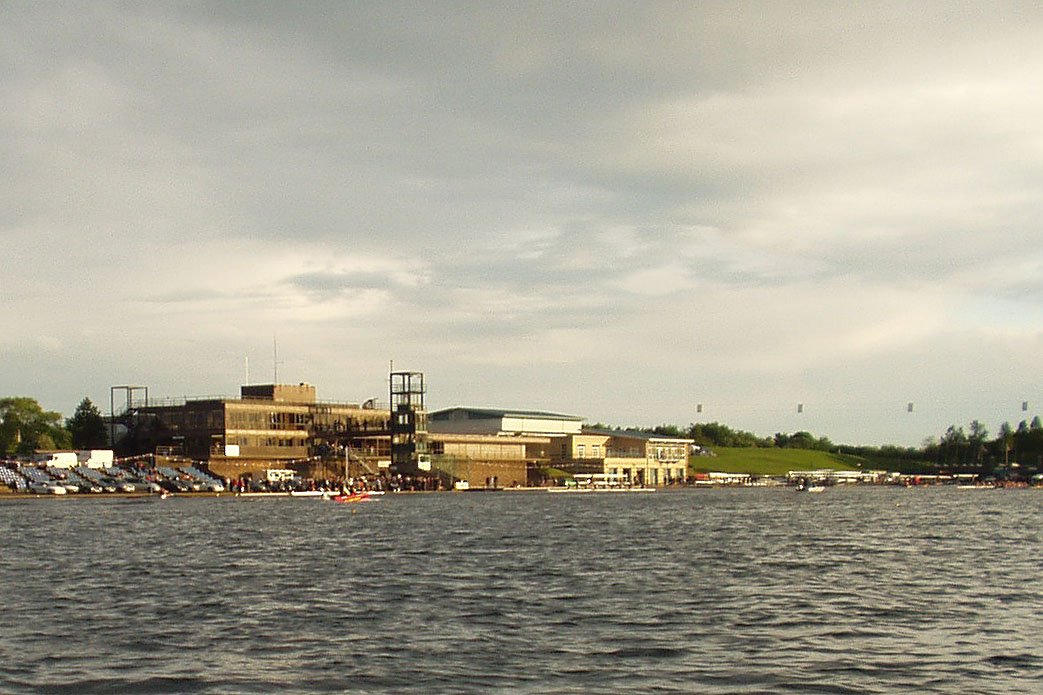
Národní centrum vodních sportů Holme Pierrepont, pohled přes veslařský kanál

Mistrovství světa ve veslování 1986 se konalo v Národním centru vodních sportů Holme Pierrepont (Holme Pierrepont National Watersports Centre) na řece Trent v anglickém Nottinghamu. Finálové jízdy se jely ve dnech 23. a 24. srpna 1986.
Každoroční veslařská regata trvající jeden týden je organizována Mezinárodní veslařskou federací (International Rowing Federation; FISA) obvykle na konci léta severní polokoule. V neolympijských letech představuje mistrovství světa vyvrcholení mezinárodního veslařského kalendáře a v roce, jenž předchází  olympijským hrám, představuje jejich hlavní kvalifikační událost. V olympijských letech pak program mistrovství zahrnuje pouze neolympijské disciplíny.

## Medailové pořadí
| Pořadí | Země                             | Zlato | Stříbro | Bronz | Celkem |
| ------ | -------------------------------- | ----- | ------- | ----- | ------ |
| 1      | Východní Německo                 | 4     | 2       | 5     | 11     |
| 2      | Sovětský svaz                    | 3     | 2       | 2     | 7      |
| 3      | Rumunská socialistická republika | 3     | 2       | 1     | 6      |
| 4      | Itálie                           | 3     | 2       | 0     | 5      |
| 5      | USA                              | 3     | 0       | 4     | 7      |
| 6      | Spojené království               | 2     | 3       | 0     | 5      |
| 7      | Austrálie                        | 2     | 0       | 0     | 2      |
| 8      | Západní Německo                  | 1     | 2       | 1     | 4      |
| 9      | Bulharská lidová republika       | 0     | 2       | 0     | 2      |
| 10     | Dánsko                           | 0     | 1       | 1     | 2      |
| 10     | Nový Zéland                      | 0     | 1       | 1     | 2      |
| 12     | Belgie                           | 0     | 1       | 0     | 1      |
| 12     | Finsko                           | 0     | 1       | 0     | 1      |
| 12     | Francie                          | 0     | 1       | 0     | 1      |
| 12     | Polsko                           | 0     | 1       | 0     | 1      |
| 16     | Kanada                           | 0     | 0       | 3     | 3      |
| 17     | Nizozemsko                       | 0     | 0       | 2     | 2      |
| 18     | Španělsko                        | 0     | 0       | 1     | 1      |
| Celkem | Celkem                           | 21    | 21      | 21    | 63     |

## Přehled medailí

### Mužské disciplíny
| Disciplína                      | Zlato | Čas     | Stříbro | Čas     | Bronz | Čas     |
| Skif M1x                        | Západní Německo Peter-Michael Kolbe | 6:54,90 | Finsko Pertti Karppinen | 6:58,90 | Sovětský svaz Vasilij Jakuša | 7:00,13 |
| Dvojskif M2x                    | Itálie Alberto Belgeri Igor Pescialli | 6:11,33 | Bulharská lidová republika Čavdar Radev Dimitar Kamburski | 6:32,22 | Východní Německo Andreas Hajek Uwe Heppner | 6:33,64 |
| Párová čtyřka M4x               | Sovětský svaz Valerij Dosenko Sergej Kinjakin Michail Ivanov Igor Kotko                                                                         | 5:47,41 | Polsko Waldemar Wojda Mirosław Mruk Sławomir Cieślakowski Andżej Kżepiński                                                                                           | 5:49,51 | Kanada Doug Hamilton obert Mills Paul Douma Melvin LaForme                                                                                      | 5:50,52 |
| Dvojka bez kormidelnika M2-     | Sovětský svaz Jurij Pimenov Nikolai Pimenov | 6:42,37 | Itálie Marco Romano Pasquale Aiese | 6:44,52 | Východní Německo Dirk Rendant Mario Kliesch | 6:44,70 |
| Dvojka s kormidelníkem M2+      | Spojené království Andrew Holmes Steve Redgrave Patrick Sweeney (k)                                                                             | 6:51,66 | Itálie Carmine Abbagnale Giuseppe Abbagnale Giuseppe Di Capua (k) | 6:52,90 | Východní Německo Thomas Greiner Olaf Förster Udo Kühn (k)                                                                                       | 6:54,58 |
| Čtyřka bez kormidelníka M4-     | USA Ted Swinford Daniel Lyons John Riley Robert Espeseth                                                                                        | 6:03,53 | Západní Německo Norbert Keßlau Volker Grabow Jörg Puttlitz Guido Grabow                                                                                              | 6:03,63 | Východní Německo Jörg Timmermann Jens Luedecke Ralf Brudel Thomas-Robert Füting                                                                 | 6:06,25 |
| Čtyřka s kormidelníkem M4+      | Východní Německo Frank Klawonn Bernd Eichwurzel Bernd Niesecke Karsten Schmeling Hendrik Reiher (k)                                             | 6:03,81 | Nový Zéland Nigel Atherfold Bruce Holden Gregory Johnston Christopher White Andrew Bird (k)                                                                          | 6:05,77 | USA Douglas Burden Chris Huntington Kurt Bausback John Walters Jonathan Fish (k)                                                                | 6:08,58 |
| Osma M8+                        | Austrálie James Galloway Malcolm Batten Andrew Cooper Mike McKay Mark Doyle James Tomkins Ion Popa Steve Evans Dale Caterson (k)                | 5:33,54 | Sovětský svaz Benjamin But Jonas Pinskus Alexandr Vološin Nikolaj Komarov Pavel Gurkovski Viktor Diduk Viktor Omeljanovič Zigmantas Gudauskas Grigorij Dmitrenko (k) | 5:37,61 | USA Jonathan Kissick John Smith Thomas Kiefer David Krmpotich John Terwilliger Edward Ives Kevin Still Andrew Sudduth Mark Zembsch (k)          | 5:38,20 |
| Skif LV LM1x                    | Austrálie Peter Antonie | 7:18,10 | Dánsko Bjarne Eltang | 7:18,12 | USA Glenn Florio | 7:20,87 |
| Dvojskif LV LM2x                | Spojené království Carl Smith Allan Whitwell | 6:41,73 | Francie Luc Crispon Thierry Renault | 6:44,76 | Kanada Rob Haag Cam Harvey | 6:45,46 |
| Čtyřka bez kormidelníka LV LM4- | Itálie Franco Pantano Dario Longhin Nerio Gainotti Mauro Torta                                                                                  | 6:18,26 | Spojené království Christopher Bates Peter Haining Neil Staite Stuart Forbes                                                                                         | 6:20,79 | Španělsko Fernando Molina Castillo José María de Marco Pérez Carlos Muniesa Ferrero Alberto Molina Castillo                                     | 6:21,68 |
| Osma LV LM8+                    | Itálie Maurizio Losi Michele Savoia Vittorio Torcellan Massimo Lana Stefano Spremberg Carlo Gaddi Andrea Re Fabrizio Ravasi Massimo Di Deco (k) | 5:44,63 | Západní Německo Thomas Güntermann Udo Hennig Detlef Glitsch Harald Galster Alwin Otten Frank Rogall Andreas Hobler Wolfgang Birkner Torsten Kreis (k)                | 5:46,58 | Dánsko Jørn Jørgensen Kim Hagsted Morten Espersen Leif Jacobsen Michael Sørensen Flemming Jensen Vagn Nielsen Bent Fransson Stephen Masters (k) | 5:50,05 |

### Ženské disciplíny
| Disciplína                      | Zlato | Čas     | Stříbro | Čas     | Bronz | Čas     |
| Skif W1x                        | Východní Německo Jutta Hampeová-Behrendtová | 7:29,60 | Bulharská lidová republika Magdalena Georgievová | 7:32,22 | Sovětský svaz Antonina Machinová | 7:35,08 |
| Dvojskif W2x                    | Východní Německo Sylvia Schwabeová Beate Schrammová | 6:57,71 | Rumunská socialistická republika Veronica Cochelea Elisabeta Lipă | 7:00,96 | Nový Zéland Robin Clarke Stephanie Fosterová | 7:03,35 |
| Párová čtyřka W4x               | Východní Německo Kerstin Försterová-Pielothová Birgit Peterová Kerstin Hinzeová Jana Sorgersová                                                                                     | 6:13,91 | Rumunská socialistická republika Anișoara Bălanová Doina Ciucanu-Robu Anișoara Sorohanová Maricica Țăranová | 6:20,56 | Nizozemsko Marijke Zeekantová Marjan Pentenga Nicolette Wesselová Jos Compaanová | 6:24,85 |
| Dvojka bez kormidelnice W2-     | Rumunská socialistická republika Rodica Arba Olga Homeghi | 7:12,20 | Sovětský svaz Galina Stěpanovová Marina Pegovová | 7:17,06 | Východní Německo Kathrin Haackerová Martina Waltherová | 7:18,84 |
| Čtyřka s kormidelnicí W4+       | Rumunská socialistická republika Doina Bălanová Marioara Trașcă Chira Apostolová Lucia Sauca Viorica Ioja (k)                                                                       | 6:43,86 | Východní Německo Kerstin Spittlerová Beatrix Schröerová Corinna Scheidová Carola Licheyová Sylvia Müllerová-Roseová (k) | 6:48,46 | Kanada Jane Tregunno Jennifer Wallinga Christina Clarke Patricia Smithová Lesley Thompsonová-Willieová (k)                                                                                 | 6:51,27 |
| Osma W8+                        | Sovětský svaz Jelena Těrjošinová Marina Suprunová Sarija Zakirovová Jelena Puchajevová Marina Snaková Irina Tětěrinová Lydia Averjanovová Vida Cesjunaite Valentina Chochlovová (k) | 6:08,76 | Východní Německo Gerlinde Doberschützová-Meyová Anett Devantierová Kathrin Dienstbierová Ute Schellová-Stangeová Anja Klugeová Carola Hornigová-Mieselerová Annekathrin Ferchová Ute Nötzelová-Wildová Daniela Neunastová (k) | 6:09,77 | Rumunská socialistická republika Mihaela Armășescu Camelia Diaconescu Carolina Matei Adriana Bazonová Veronica Necula Livia Țicanu Florica Lavricová Herta Anitașová Mariana Dorobantu (k) | 6:11,26 |
| Skif LV LW1x                    | Rumunská socialistická republika Maria Sava | 7:33,28 | Belgie Rita Defauwová | 7:35,24 | USA Angela Herronová | 7:37,11 |
| Dvojskif LV LW2x                | USA Christine Ernstová Carey Sandsová-Mardenová | 7:17,13 | Spojené království Gillian Bondová Carol Ann Woodová | 7:19,12 | Nizozemsko Karin Hommersová Ellen Meliesie | 7:19,12 |
| Čtyřka bez kormidelnice LV LW4- | USA Carolyn Mehaffey Sandy Kendallová Mandy Kowalová Ann Martinová | 6:53,92 | Spojené království Alexa Forbesová Gillian Hodgesová Linda Clarková Judith Burne | 6:56,36 | Západní Německo Claudia Engelsová Ute Zobeleyová Sonja Petriová Evelyn Herweghová | 6:56,64 |